# Israel-Premier Tech
Israel Start-Up Nation (código UCI: ISN) é um equipa ciclista israelita de categoria UCI WorldTeam. Até 2020 era conhecida por Israel Cycling Academy.
É a primeira equipa profissional israelita que procura preparar jovens ciclistas de Israel e outros países sem uma tradição de ciclismo, tenham a oportunidade de ser parte da família do ciclismo profissional. Ademais, a equipa tem como embaixador o reconhecido ciclista Peter Sagan.

## Corredor melhor classificado nas Grandes Voltas
| Ano  | Giro d'Italia | Tour de France | Volta a Espanha |
| ---- | ------------- | -------------- | --------------- |
| 2015 | -             | -              | -               |
| 2016 | -             | -              | -               |
| 2017 | -             | -              | -               |

## Material ciclista
Para o ano 2017 a equipa utiliza bicicletas da marca Cannondale, equipadas com grupos e rodas Shimano Dura-Ace, pedales Speedplay, as sapatilhas Bont, componentes Praxis, gafas Oakley, e nutrição GU.

## Classificações UCI

### UCI Africa Tour
| Temporada | Classificação por equipas | Melhor corredor | Posição |
| 2016      | 16º                       | Dan Craven      | 67º     |
| 2017      | 19º                       | Dan Craven      | 92º     |

### UCI Asia Tour
| Temporada | Classificação por equipas | Melhor corredor  | Posição |
| 2017      | 42º                       | Guillaume Boivin | 62º     |

### UCI America Tour
| Temporada | Classificação por equipas | Melhor corredor  | Posição |
| 2016      | 18º                       | Mihkel Räim      | 117º    |
| 2017      | 22º                       | Guillaume Boivin | 50º     |

### UCI Europe Tour
| Temporada | Classificação por equipas | Melhor corredor | Posto |
| 2015      | 56º                       | Bartosz Warchoł | 323º  |
| 2016      | 31º                       | Mihkel Räim     | 116º  |
| 2017      | 25º                       | Mihkel Räim     | 160º  |

## Palmarés
Para anos anteriores, ver Palmarés da Israel Cycling Academy

### Palmarés 2018

#### Circuitos Continentais UCI
| Data        | Circuito                | Corridas                            | Vencedor    |
| 13 de março | UCI Asia Tour de 2018   | 3.ª etapa do Tour de Taiwan         | Edwin Ávila |
| 21 de abril | UCI Europe Tour de 2018 | 2.ª etapa da Volta a Castela e Leão | Mihkel Räim |
| 22 de abril | UCI Europe Tour de 2018 | 3.ª etapa da Volta a Castila e Leão | Rubén Plaza |
| 22 de abril | UCI Europe Tour de 2018 | Volta a Castela e Leão              | Rubén Plaza |

#### Campeonatos nacionais
| Datas | Corridas | Vencedor |

## Elencos
Para anos anteriores, ver Elencos da Israel Cycling Academy

### Elenco de 2018
| Nome                        | Nascimento | Nacionalidade  | Equipa de 2017                    |
| Edwin Ávila                 | 21/11/1989 | Colômbia       | Team Illuminate                   |
| Guillaume Boivin            | 25/09/1989 | Canadá         | Israel Cycling Academy            |
| Zakkari Dempster            | 27/09/1987 | Austrália      | Israel Cycling Academy            |
| José Manuel Díaz Galego     | 18/01/1995 | Espanha        | Israel Cycling Academy            |
| Nathan Earle                | 04/06/1988 | Austrália      | Team Ukyo                         |
| Sondre Enger                | 17/12/1993 | Noruega        | Ag2r La Mondiale                  |
| Awet Gebremedhin Andemeskel | 05/02/1992 | Suécia         | Kuwait-cartucho.es                |
| Omer Goldstein              | 13/08/1996 | Israel         | Cycling Academy Team (2016)       |
| Roy Goldstein               | 20/05/1993 | Israel         | Israel Cycling Academy            |
| Ben Hermans                 | 21/02/1985 | Bélgica        | BMC Racing Team                   |
| August Jensen               | 29/08/1991 | Noruega        | Team Coop                         |
| Luis Enrique Lemus          | 21/04/1992 | México         | Israel Cycling Academy            |
| Krists Neilands             | 18/08/1994 | Letônia        | Israel Cycling Academy            |
| Guy Niv                     | 08/03/1994 | Israel         | Israel Cycling Academy (stagiare) |
| Ben Perry                   | 07/03/1994 | Canadá         | Israel Cycling Academy            |
| Rubén Plaza                 | 29/02/1980 | Espanha        | Orica-Scott                       |
| Mihkel Räim                 | 03/07/1993 | Estónia        | Israel Cycling Academy            |
| Guy Sagiv                   | 05/12/1994 | Israel         | Israel Cycling Academy            |
| Kristian Sbaragli           | 19/03/1984 | Itália         | Dimension Data                    |
| Hamish Schreurs             | 23/01/1994 | Nova Zelândia  | Israel Cycling Academy            |
| Daniel Turek                | 19/01/1993 | Chéquia        | Israel Cycling Academy            |
| Dennis Van Winden           | 02/12/1987 | Países Baixos  | Israel Cycling Academy            |
| Tyler Williams              | 17/11/1994 | Estados Unidos | Israel Cycling Academy            |
| Aviv Yechezkel              | 21/04/1994 | Israel         | Israel Cycling Academy            |